# Jalesches
Jalesches est une commune française située dans le département de la Creuse en région Nouvelle-Aquitaine.
Les habitants sont les Jaleschois, Jaleschoises.

## Géographie

### Description
Le village s'étend sur 8,45 km2.
Les habitants du village de Jalesches vivent sur une superficie totale de 8,45 km2 avec une densité de 10 hab/km2 et une moyenne d’altitude de 400 m.

### Communes limitrophes
Autour de Jalesches se trouvent Clugnat à 1,6 km, Châtelus-Malvaleix à 6,1 km, Boussac (Creuse) à 12 km à 30 km de Guéret.
| Saint-Dizier-les-Domaines | Clugnat   | Clugnat |
| Châtelus-Malvaleix        | Jalesches | Clugnat |
| Ladapeyre                 |           | Clugnat |

### Climat
Pour des articles plus généraux, voir Climat de la Nouvelle-Aquitaine et Climat de la Creuse.
Historiquement, la commune est exposée à un climat montagnard.  
En 2020, Météo-France publie une typologie des climats de la France métropolitaine dans laquelle la commune est exposée à un climat de montagne et est dans la région climatique Ouest et nord-ouest du Massif Central, caractérisée par une pluviométrie annuelle de 900 à 1 500 mm, maximale en automne et en hiver.
Pour la période 1971-2000, la température annuelle moyenne est de 10,5 °C, avec  une amplitude thermique annuelle de 15,2 °C. Le cumul annuel moyen de précipitations est de 990 mm, avec 11,9 jours de précipitations en janvier et 8 jours en juillet. Pour la période 1991-2020, la température moyenne annuelle observée sur la station météorologique la plus proche, située sur la commune de Genouillac à 9,79 km à vol d'oiseau, est de 11,3 °C et le cumul annuel moyen de précipitations est de 837,6 mm,. Pour l'avenir, les paramètres climatiques de la commune estimés pour 2050 selon différents scénarios d’émission de gaz à effet de serre sont consultables sur un site dédié publié par Météo-France en novembre 2022.

## Urbanisme

### Typologie
Au 1er janvier 2024, Jalesches est catégorisée commune rurale à habitat très dispersé, selon la nouvelle grille communale de densité à 7 niveaux définie par l'Insee en 2022.
Elle est située hors unité urbaine. Par ailleurs la commune fait partie de l'aire d'attraction de Guéret, dont elle est une commune de la couronne,. Cette aire, qui regroupe 72 communes, est catégorisée dans les aires de moins de 50 000 habitants,.

### Occupation des sols
L'occupation des sols de la commune, telle qu'elle ressort de la base de données européenne d’occupation biophysique des sols Corine Land Cover (CLC), est marquée par l'importance des territoires agricoles (67,7 % en 2018), une proportion identique à celle de 1990 (67,7 %). La répartition détaillée en 2018 est la suivante : 
prairies (43 %), forêts (32,3 %), zones agricoles hétérogènes (24,5 %), terres arables (0,2 %). L'évolution de l’occupation des sols de la commune et de ses infrastructures peut être observée sur les différentes représentations cartographiques du territoire : la carte de Cassini (XVIIIe siècle), la carte d'état-major (1820-1866) et les cartes ou photos aériennes de l'IGN pour la période actuelle (1950 à aujourd'hui).

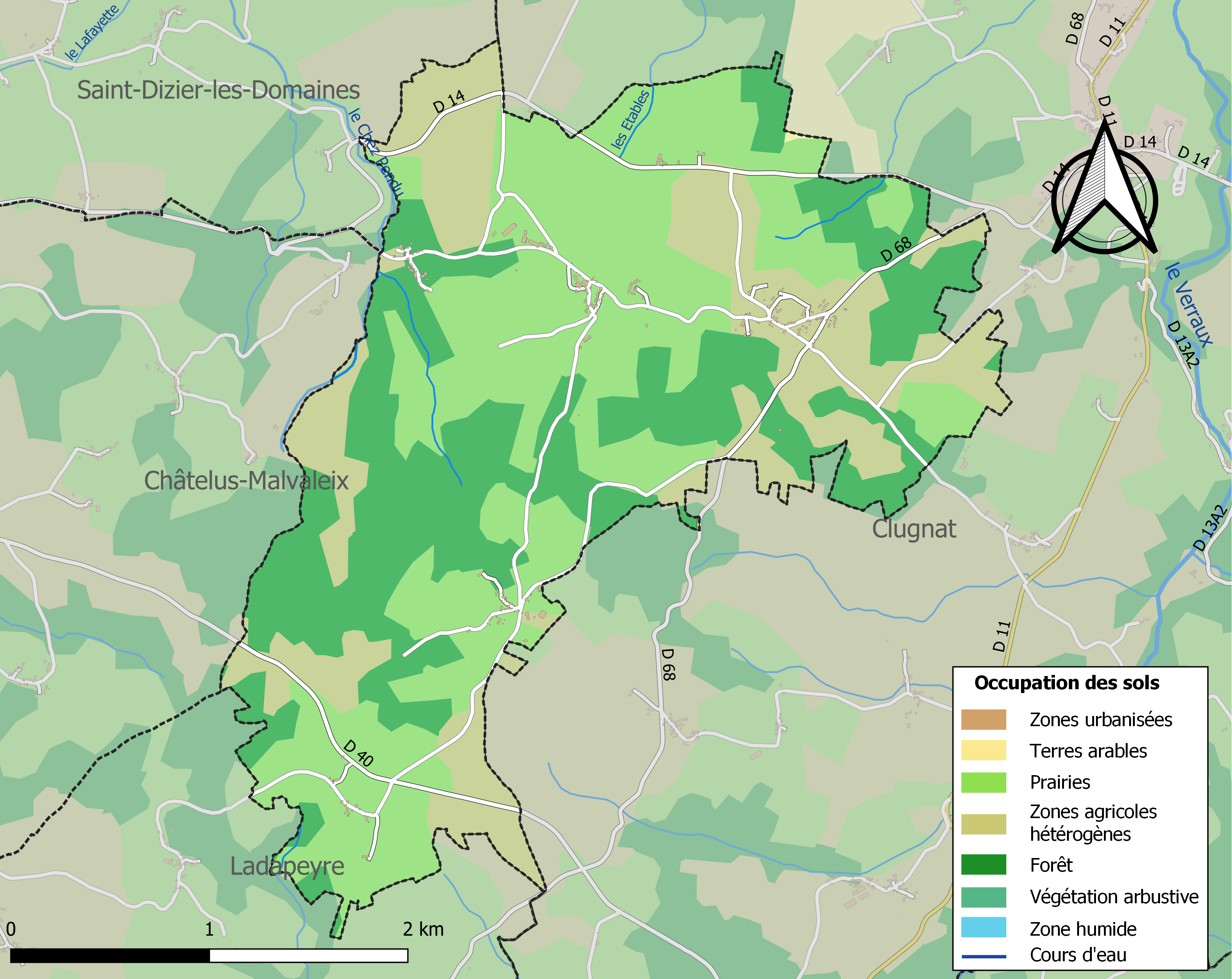
Carte des infrastructures et de l'occupation des sols de la commune en 2018 (CLC).

### Habitat et logement
En 2018, le nombre total de logements dans la commune était de 91, alors qu'il était de 90 en 2013 et de 94 en 2008.
Parmi ces logements, 51,6 % étaient des résidences principales, 30,8 % des résidences secondaires et 17,6 % des logements vacants. Ces logements étaient pour 97,8 % d'entre eux des maisons individuelles et pour 2,2 % des appartements.
Le tableau ci-dessous présente la typologie des logements à Jalesches en 2018 en comparaison avec celle de la Creuse et de la France entière. Une caractéristique marquante du parc de logements est ainsi une proportion de résidences secondaires et logements occasionnels (30,8 %) très supérieure à celle du département (19,8 %) et à celle de la France entière (9,7 %). Concernant le statut d'occupation de ces logements, 97,9 % des habitants de la commune sont propriétaires de leur logement (91,3 % en 2013), contre 72,5 % pour la Creuse et 57,5 % pour la France entière.
| Typologie                                               | Jalesches | Creuse | France entière |
| ------------------------------------------------------- | --------- | ------ | -------------- |
| Résidences principales (en %)                           | 51,6      | 64,8   | 82,1           |
| Résidences secondaires et logements occasionnels (en %) | 30,8      | 19,8   | 9,7            |
| Logements vacants (en %)                                | 17,6      | 15,5   | 8,2            |

### Risques majeurs
Le territoire de la commune de Jalesches est vulnérable à différents aléas naturels : météorologiques (tempête, orage, neige, grand froid, canicule ou sécheresse) et séisme (sismicité faible). Il est également exposé à un risque particulier : le risque de radon. Un site publié par le BRGM permet d'évaluer simplement et rapidement les risques d'un bien localisé soit par son adresse soit par le numéro de sa parcelle.

#### Risques naturels

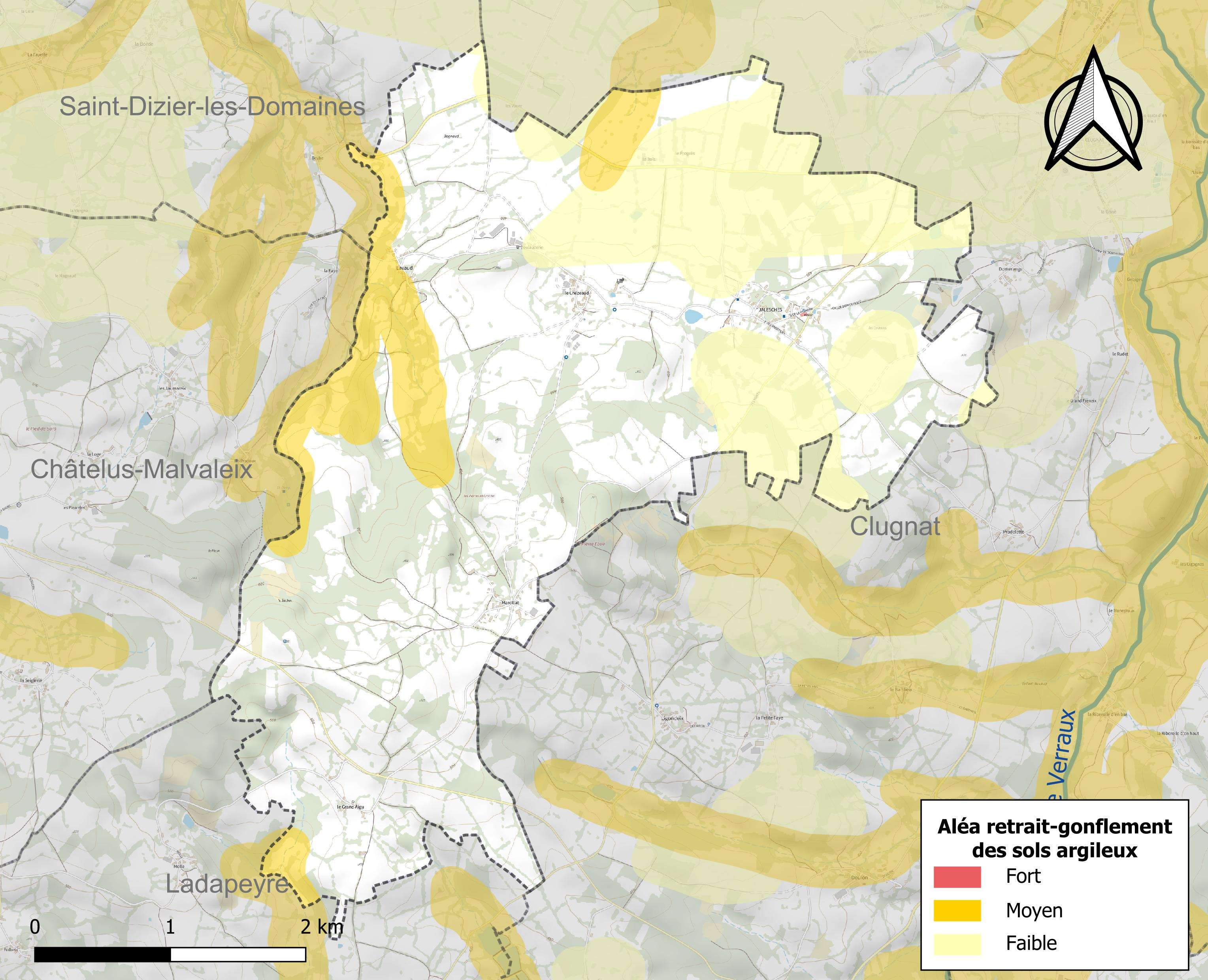
Carte des zones d'aléa retrait-gonflement des sols argileux de Jalesches.

Le retrait-gonflement des sols argileux est susceptible d'engendrer des dommages importants aux bâtiments en cas d’alternance de périodes de sécheresse et de pluie. 9,1 % de la superficie communale est en aléa moyen ou fort (33,6 % au niveau départemental et 48,5 % au niveau national). Sur les 103 bâtiments dénombrés sur la commune en 2019,  10 sont en aléa moyen ou fort, soit 10 %, à comparer aux 25 % au niveau départemental et 54 % au niveau national. Une cartographie de l'exposition du territoire national au retrait gonflement des sols argileux est disponible sur le site du BRGM,.
Par ailleurs, afin de mieux appréhender le risque d’affaissement de terrain, l'inventaire national des cavités souterraines permet de localiser celles situées sur la commune.
La commune a été reconnue en état de catastrophe naturelle au titre des dommages causés par les inondations et coulées de boue survenues en 1982 et 1999. Concernant les mouvements de terrains, la commune a été reconnue en état de catastrophe naturelle au titre des dommages causés par des mouvements de terrain en 1999.

#### Risque particulier
Dans plusieurs parties du territoire national, le radon, accumulé dans certains logements ou autres locaux, peut constituer une source significative d’exposition de la population aux rayonnements ionisants. Certaines communes du département sont concernées par le risque radon à un niveau plus ou moins élevé. Selon la classification de 2018, la commune de Jalesches est classée en zone 3, à savoir zone à potentiel radon significatif.

## Toponymie
(février 2020).
Si vous disposez d'ouvrages ou d'articles de référence ou si vous connaissez des sites web de qualité traitant du thème abordé ici, merci de compléter l'article en donnant les références utiles à sa vérifiabilité et en les liant à la section « Notes et références ».
Deux hypothèses expliqueraient le nom de Jalesches :
- Les Gaulois parlaient un langage celte pouvant différer suivant les régions mais gardant tout de même ses racines celtiques. Ce langage a disparu vers le VIIe siècle. Or la traduction du mot Gaulois en langue celtique n’est autre que : GALESCHES ou GALLISCA. Il faut avouer que de JALESCHES à GALESCHES il n’y a qu’un pas (voire qu’une lettre). Ainsi, on peut imaginer que le village ait pu être baptisé GALESCHES pour désigner un village gaulois. Si c’était le cas le village daterait donc d’avant le VIIe siècle puisque cette langue a disparu à cette époque. On peut aussi imaginer qu’un défaut de prononciation entre GA et JA ait transformé le nom en JALESCHES.[style à revoir][réf. nécessaire]
- Avec Jalesches, nous serions en présence du nom d'un Gallo-Romain, un certain « Gallicus », "le Gaulois". Au fil des siècles le nom s'est orthographié « Jaleychas » (vers 1315), « Jaleschas » (XVe siècle), Jalleyches et Jalesches-le-pauvre.

## Histoire
(février 2020).
Si vous disposez d'ouvrages ou d'articles de référence ou si vous connaissez des sites web de qualité traitant du thème abordé ici, merci de compléter l'article en donnant les références utiles à sa vérifiabilité et en les liant à la section « Notes et références ».

### Antiquité
La découverte au début du XXe siècle d'un trésor composé principalement de pièces de monnaie romaines sur le territoire de la commune, par un cultivateur du hameau de Marcillat, semblerait aller dans le bon sens de cette hypothèse.

### Temps modernes
Jalesches, avant 1789, faisait partie de la Marche, de la généralité de Moulins, de la sénéchaussée de Guéret  et de l'archiprêtré d'Anzème.
Il y avait une communauté de prêtres, connue depuis 1564.
Une partie des dîmes de la commune était perçue par le commandeur de Blaudeix.
En 1628, il existait encore au village du Chézeau des hommes serfs, dépendant de Jean de Cluys, seigneur de Batisse. Ils furent affranchis, le 31 décembre 1628, moyennant 200 livres tournois, qu'ils payèrent comptant à leur seigneur.
En 1771, le rôle de la taille de Jalesches s'élevait à 3.432 livres et 4 deniers ; il comprenait 80 feux vifs, sur lesquels 2 domaines à 4 bœufs et 10 particuliers à 2 vaches,.

## Politique et administration

### Rattachements administratifs et électoraux

#### Rattachements administratifs
La commune se trouve depuis 1926 dans l'arrondissement de Guéret du département de la Creuse.
Elle faisait partie depuis 1801 du canton de Châtelus-Malvaleix. Dans le cadre du redécoupage cantonal de 2014 en France, cette circonscription administrative territoriale a disparu, et le canton n'est plus qu'une circonscription électorale.

#### Rattachements électoraux
Pour les élections départementales, la commune fait partie depuis 2014 du canton de Boussac
Pour l'élection des députés, elle faisait partie la deuxième circonscription de la Creuse jusqu'au redécoupage des circonscriptions législatives françaises de 2010. La Creuse ne comporte plus désormais qu'une seule circonscription

### Intercommunalité
Jalesches était membre de la communauté de communes de la Petite Creuse, un établissement public de coopération intercommunale (EPCI) à fiscalité propre créé fin 2002 et auquel la commune avait transféré un certain nombre de ses compétences, dans les conditions déterminées par le code général des collectivités territoriales.
Dans le cadre prescriptions de la loi de réforme des collectivités territoriales du 16 décembre 2010, qui a prévu le renforcement et la simplification des intercommunalités et la constitution de structures intercommunales de grande taille, cette intercommunalité a été dissoute et ses communes ont rejoint diverses intercommunalités. Jalesches a ainsi intégré le  31 décembre 2013, la communauté de communes Portes de la Creuse en Marche, dont elle est désormais membre.

### Liste des maires
| Période | Période                        | Identité                     | Étiquette | Qualité                                   |
| --- | ------------------------------ | ---------------------------- | --------- | ----------------------------------------- |
| Les données manquantes sont à compléter. |                                |                              |           |                                           |
| An II | An III                         | Jean-Baptiste, Amable Giraud |           |                                           |
| An IV | An XIV                         | Jean-Marien Demay            |           |                                           |
| 1806 | 1807                           | Vincent Giraud               |           |                                           |
| 1807 | 1808                           | Jean Tacquenet               |           |                                           |
| 1809 | 1825                           | Jean Couchy                  |           |                                           |
| 1826 | 1832                           | Etienne Bourdeaud            |           |                                           |
| 1833 | 1843                           | Jacques Brosset              |           |                                           |
| 1843 | 1846                           | Julien Demay                 |           |                                           |
| 1846 | 1865                           | Michel Bourdeaud             |           |                                           |
| 1865 | 1881                           | Jean-Baptiste Bourdeaud      |           |                                           |
| 1881 | 1892                           | Joseph Guillon               |           |                                           |
| 1892 | 1897                           | René Aupy                    |           |                                           |
| 1897 | 1909                           | Étienne Tallot               |           |                                           |
| 1909 | 1925                           | Toussaint Turquet            |           |                                           |
| 1925 | 1935                           | Jean-Baptiste Mayet          |           |                                           |
| 1935 | 1939                           | Auguste Jean-Baptiste        |           |                                           |
| 1944 | 1947                           | Jean-Baptiste Mayet          |           |                                           |
| 1947 | 1970                           | Auguste Phely                |           |                                           |
| 1970 | 1971                           | Gustave Leprat               |           |                                           |
| 1971 | 1995                           | Alphonse Gesset              | PS        |                                           |
| juin 1995 | décembre 2007                  | Bernard Héraud               |           | Greffier                                  |
| février 2008 | mars 2008                      | Nicole Letellier             |           | Première femme maire depuis la Révolution |
| mars 2008 | mars 2014                      | Claude Braibant              | PCF       |                                           |
| mars 2014 | septembre 2022                 | Nicolas Cornette             | SE        | conducteur de travaux Démissionnaire      |
| novembre 2022 Article rectificatif paru dans l'Echo du Berry du 9 février 2023, n° 3568, page 38 dont la teneur est la suivante: Jalesches, contrairement à ce qui était écrit dans notre article présentant Isabelle Humbert, la nouvelle maire de Jalesches, celle-ci n'est pas la première femme à occuper ce poste dans la commune depuis la Révolution. Nicole Leprat-Letellier a en effet été maire de Jalesches durant quelques semaines entre décembre 2007 et mars 2008. | En cours (au 16 décembre 2022) | Isabelle Humbert             |           | Cadre retraitée                           |

## Démographie
L'évolution du nombre d'habitants est connue à travers les recensements de la population effectués dans la commune depuis 1793. Pour les communes de moins de 10 000 habitants, une enquête de recensement portant sur toute la population est réalisée tous les cinq ans, les populations de référence des années intermédiaires étant quant à elles estimées par interpolation ou extrapolation. Pour la commune, le premier recensement exhaustif entrant dans le cadre du nouveau dispositif a été réalisé en 2007.

En 2022, la commune comptait 94 habitants, en évolution de +5,62 % par rapport à 2016 (Creuse : −3,32 %, France hors Mayotte : +2,11 %).
| 1793 | 1800 | 1806 | 1821 | 1831 | 1836 | 1841 | 1846 | 1851 |
| ---- | ---- | ---- | ---- | ---- | ---- | ---- | ---- | ---- |
| 457  | 357  | 342  | 441  | 463  | 480  | 480  | 510  | 507  |

| 1856 | 1861 | 1866 | 1872 | 1876 | 1881 | 1886 | 1891 | 1896 |
| ---- | ---- | ---- | ---- | ---- | ---- | ---- | ---- | ---- |
| 500  | 473  | 495  | 474  | 458  | 438  | 458  | 421  | 420  |

| 1901 | 1906 | 1911 | 1921 | 1926 | 1931 | 1936 | 1946 | 1954 |
| ---- | ---- | ---- | ---- | ---- | ---- | ---- | ---- | ---- |
| 428  | 397  | 401  | 305  | 284  | 259  | 244  | 232  | 166  |

| 1962 | 1968 | 1975 | 1982 | 1990 | 1999 | 2006 | 2007 | 2012 |
| ---- | ---- | ---- | ---- | ---- | ---- | ---- | ---- | ---- |
| 173  | 161  | 142  | 118  | 100  | 77   | 81   | 81   | 87   |

| 2017 | 2022 | - | - | - | - | - | - | - |
| ---- | ---- | - | - | - | - | - | - | - |
| 90   | 94   | - | - | - | - | - | - | - |

## Culture locale et patrimoine

### Lieux et monuments
- Jalesches comprend de nombreuses fontaines et croix en granit :  " Croix en Creuse, Jalesches " , étude réalisée par M Claude Royère.
- https://www.croixencreuse.com/index.php/croix-en-creuse/communes-de-h-a-l/jalesches
- Église Saint-Léger de Jalesches
- Le château de la Terrade, château du XIVe siècle avec sa chapelle XVe siècle.
- Le site de Pierre Ebue et son histoire (situé sur la route de Marcillat dans un bois de Sapin).
- Le site des Pierres en crochets (randonnée).